# Aspöstenen
Aspöstenen, med signum Sö 174, är en vikingatida runsten som nu finns i Aspö kyrkas vapenhus i Aspö socken och Strängnäs kommun, Selebo härad i Södermanland.   
Runstenen är 210 cm hög, 120 cm bred och cirka 25 cm tjock. Runhöjden är åtta centimeter. Ristningen vetter mot söder. Den har tidigare legat i kyrkdörren och bar då upp dörrpelarna. Nu är den fastmurad mot vapenhusets norra innervägg.

## Stenen
Stenen är en ordinär gråsten som ristades som ett minnesmärke på vikingatiden. Den restes för att hedra sonen Björn som dräptes på Gotland. Den översatta runinskriften vars sista del går i versform lyder enligt nedan:

## Inskriften
Translitterering av runraden:
[ub]lubʀ · lit · kira : kuml : likhus : auk : bru · at sun sin : biurn : uaʀ trebin : a : kut:lanti : þy : lit : fiur · sit : fluþu : kankiʀ : þaiʀ uiþ[ulkuʀ] : uiltu iki halta : guþ : hilbi : anta : hans
Normalisering till runsvenska:
Olafʀ(?)/Oblauðr(?)/Upplaupʀ(?) let gæra kumbl, likhus/liknhus ok bro at sun sinn Biorn, vaʀ dræpinn a Gutlandi. Þy let fior sitt, flyðu gængiʀ, þæiʀ ... vildu ækki halda. Guð hialpi anda hans.
Översättning till nusvenska:
Upp-Lum lät göra minnesvård, härbärge och bro efter sin son Björn, (som) blev dräpt på Gotland. Därför lät han livet, att följesmännen flydde; Björns fälttecken de ville icke hålla. Gud hjälpe hans ande!
Det första namnet är svårtolkat och omdiskuterat. Omdiskuterat är också likhus, som kan tolkas som ett gravmonument, sarkofag eller ett litet trähus som var placerat ovanpå graven, en urgammal och kristen tradition som länge fortlevde i Sverige. Det kan också ha betydelsen barmhärtighetshus, en själastuga eller ett härbärge för trötta vägfarare som sökte nattkvarter långt bortom bygdens ordinarie bebyggelse. Det senare håller Brate för mer troligt.Att bygga en bro och uppföra ett sådant hus ansågs vara en from och gudabenådande gärning som förhoppningsvis gav en plats i paradiset. Även tolkningen "Björns fälttecken de ville icke hålla" är osäker. Bland annat står inte "Björns" i den förväntade genitivformen.
Den andra delen av inskriften utgörs av en halvstrof på Fornyrdislag.